# Parco nazionale di Andohahela
Il Parco nazionale di Andohahela è un'area naturale protetta del Madagascar. Si trova all'estremo meridionale dell'isola, nella provincia di Toliara, 40 km a nord-est di Fort Dauphin.
Il parco fa parte del complesso delle Foreste pluviali di Atsinanana, patrimonio dell'umanità dell'UNESCO.

## Territorio
Il parco copre un'area di 76.000 ettari che insiste sulla catena dei monti Anosy, estremità meridionale degli altopiani centrali malgasci. Questa catena montuosa forma una barriera naturale agli umidi alisei che soffiano da est, facendo sì che sul versante orientale della catena vi siano precipitazioni annue di 1500 to 2000 mm contro i 600-700 mm per anno del versante occidentale.

## Flora
Il versante orientale dell'riserva è ricoperto da un fitto lembo di foresta pluviale, uno dei pochi lembi che si trovano a sud del tropico del Capricorno, mentre sul versante occidentale domina la foresta spinosa, caratteristica delle regioni aride del Madagascar meridionale, nella quale è possibile osservare esemplari dell'endemica Alluaudia procera (Didiereaceae). Nell'area di transizione tra questi due estremi bio-climatici sorge una foresta transizionale nota come Ranopiso transition, che è caratterizzata dalla presenza dell'endemica Dypsis decaryi (Arecaceae).

## Fauna
Nel parco vivono 129 specie di uccelli, 13 specie di lemuri, 65 specie di rettili, 49 specie di anfibi e 119 specie di insetti.
Tra i lemuri presenti ricordiamo il Propithecus verreauxi, l'Eulemur collaris, l'Hapalemur griseus meridionalis e il Lemur catta, tutti abbastanza facilmente osservabili durante il giorno. Tra le specie con abitudini notturne vi sono invece il Microcebus rufus, il Lepilemur fleuretae, il Cheirogaleus major, l'Avahi laniger  e la Daubentonia madagascariensis.
Tra i rettili merita una segnalazione i camaleonte Calumma capuroni, il cui areale è ristretto alle zone di alta quota del parco, e Furcifer balteatus.
Numerose le specie di anfibi presenti tra cui Anodonthyla jeanbai, Anodonthyla boulengerii, Boophis andohahela, Boophis boehmei, Boophis haematopus, Boophis luteus e Madecassophryne truebae.